# ヘスス・ガメス
ヘスス・ガメス（Jesús Gámez Duarte, 1985年4月10日 - ）は、スペイン王国マラガ県出身の元サッカー選手。現役時代のポジションはディフェンダー 。

## 経歴
2000年にマラガCFの下部組織に加入した。2003-04シーズン、セグンダ・ディビシオン（2部）に所属していたBチームの一員として試合に出場し、それから3シーズンの間、セグンダ・ディビシオン残留に貢献した。2005-06シーズンの中盤戦にトップチームに昇格し、2005年11月27日のヘタフェCF戦でプリメーラ・ディビシオン（1部）初出場を果たした。マラガのトップチームはそのシーズンでセグンダ・ディビシオンに降格したため、2006-07シーズンと2007-08シーズンはセグンダ・ディビシオンでプレーした。ベテランのヘラルド・ガルシア・レオンに代わって右サイドバックのレギュラーの座を確実なものとし、2007-08シーズンのプリメーラ・ディビシオン昇格に貢献した。2008-09シーズンは前年度と同じ35試合に出場し、3シーズン連続での3000分出場を達成した。2009年夏にはアトレティコ・マドリード移籍の噂もあったが、最終的に残留。2011年夏にキャプテンのフランセスク・アルナウが引退したため、ガメスが後任のキャプテンに就任した。2012年1月29日のセビージャFC戦 (2-1) に出場し、マラガのトップチームでのリーグ戦200試合出場を達成した。5月15日、契約を2016年6月まで延長した。
2014年8月8日、14年間過ごしたマラガを退団し、アトレティコ・マドリードへ3年契約で移籍した。しかしフアンフランがレギュラーを務める右サイドバックのポジションを獲得することはできず、2年間で24試合の出場に留まった。
2016年7月8日、イングランド・FLチャンピオンシップ（2部）のニューカッスル・ユナイテッドFCへ移籍。

## 所属クラブ
- 2004-2006  マラガB
- 2005-2014  マラガCF
- 2014-2016  アトレティコ・マドリード
- 2016-2018  ニューカッスル・ユナイテッドFC

## タイトル

### クラブ
アトレティコ・マドリード
- スーペルコパ・デ・エスパーニャ : 2014

### 代表
U-23スペイン代表
- 地中海競技大会 : 2005（金メダル）